# Краеведческая библиотека (Нижний Тагил)
Краеведческая библиотека («Дом редкой книги») — библиотека Нижнетагильского музея-заповедника в центре Нижнего Тагила по адресу: улица Уральская, дом 6. Библиотека — один из основных фондодержателей редких книг на территории Свердловской области.

## История создания
В небольшом двухэтажном особняке расположена библиотека Нижнетагильского музея-заповедника. Библиотека основана в 1854 году по распоряжению управляющего заводами Нижнетагильского городского округа А. Н. Карамзина, сына русского историка Н. М. Карамзина.
К началу гражданской войны, библиотека имела в своем фонде около 17 тысяч книг, но во время войны фонд библиотеки был разграблен. В 1922 году в городе было создано Тагильское общество изучения местного края (ТОИМК), по инициативе которого горнозаводской музеум был восстановлен в качестве краеведческого. Тогда же было принято решение организовать библиотеку, которая способствовала бы развитию краеведческих и научных исследований.

## Книжный фонд библиотеки
Библиотека располагает фондом научной и краеведческой литературы. В том числе собрание редких книг, связанных с династией Демидовых. К их числу относятся 150 книг из родовой библиотеки Демидовых, 800 книг XIX—XX веков по многим отраслям знаний, 2000 томов русских дореволюционных журналов, более 200 книг из библиотеки Выйского горнозаводского училища, среди которых 24 книги из личной московской библиотеки Никиты Акинфиевича Демидова.
В библиотеке хранятся такие редкие издания, как «Узаконения и распоряжения XVII века», многотомный «Полный свод законов Российской империи» 1830 и 1857 годов издания.
В настоящее время она насчитывает более 55 000 книг по горному делу, металлургии, истории,
археологии и искусству.

## Клуб
Помещения библиотеки являются местом проведения заседаний клуба краеведов, который создан при историко-краеведческом музее.